# Bactrocera pyrifoliae
Bactrocera pyrifoliae
 es una especie de insecto díptero que Drew y Albany Hancock describieron científicamente por primera vez en 1994. Esta especie pertenece al género Bactrocera de la familia Tephritidae. Esta especie como plaga agrícola ha sido atacada por los agricultores en Tailandia. 